# Therese Vogl

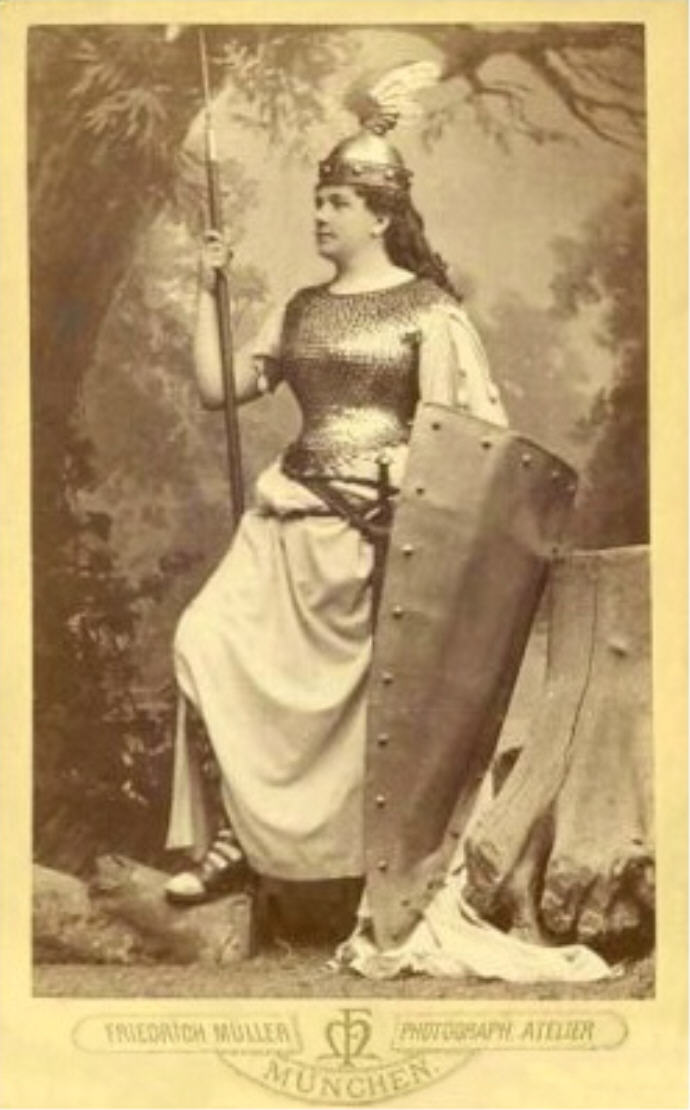
Friedrich Müller: Therese Vogl als Brünnhilde (ohne Jahr)

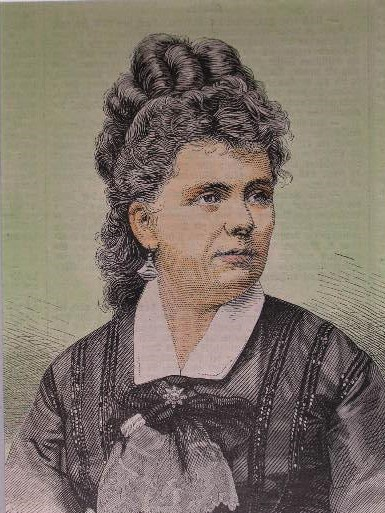
Therese Vogl (1877)

Therese Vogl (geboren als Therese Thoma 12. November 1845 in Tutzing, Königreich Bayern; gestorben 29. September 1921 in München) war eine deutsche Opernsängerin im Stimmfach Sopran.

## Leben

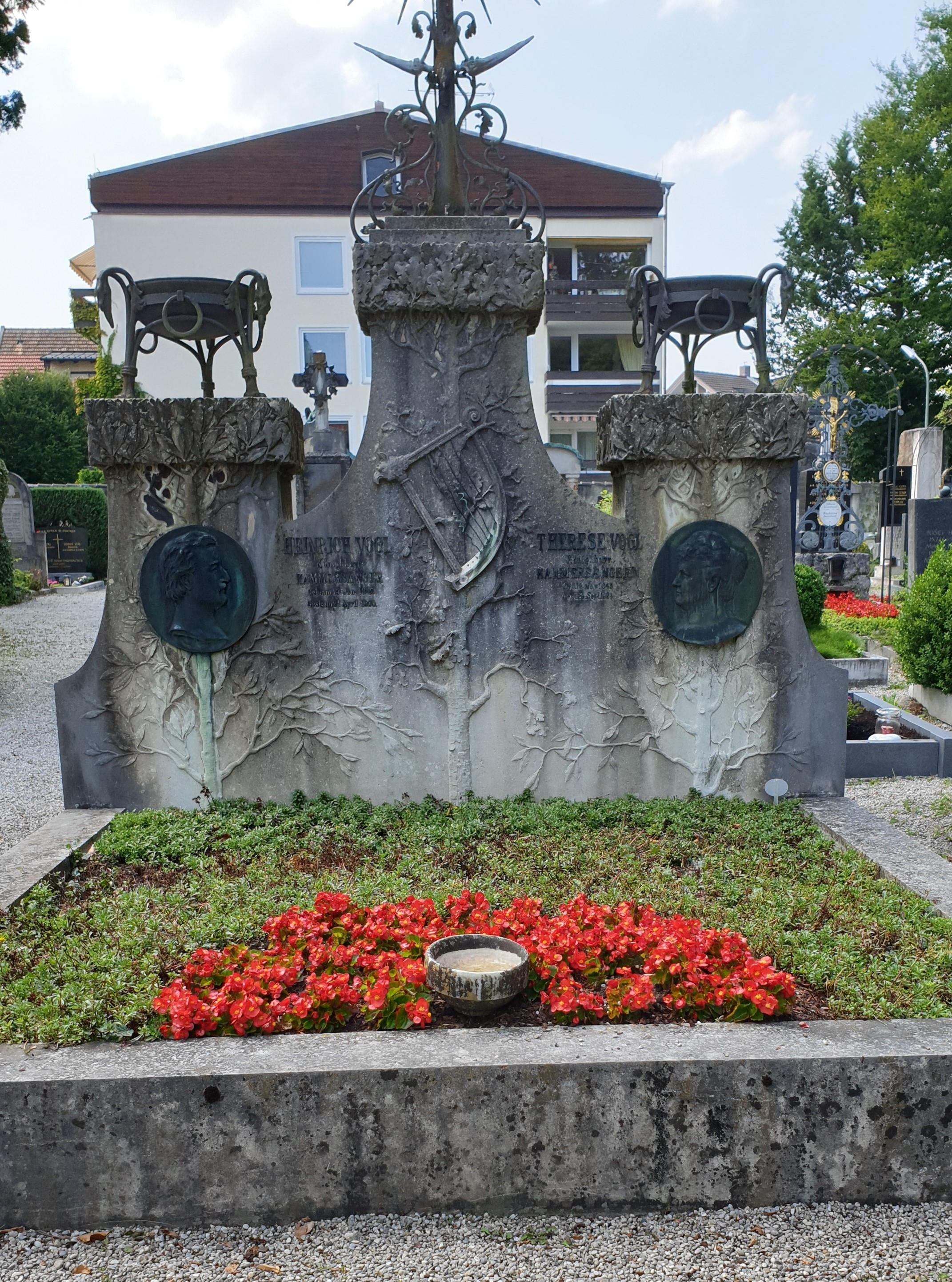
Grabstätte Heinrich und Therese Vogl, Kirchhof Tutzing

Therese Thoma war Tochter eines Dorfschullehrers und erhielt ihre Gesangsausbildung bei Franz Hauser in München. 1865 erfolgte ihr Debüt am Hoftheater von Karlsruhe in der Rolle der Casilda in La Part du Diable von Auber. Im Folgejahr erhielt sie ein Engagement an der Münchner Hofoper. 1868 heiratete sie den Ersten Tenor des Hauses Heinrich Vogl (1845–1900). Beide traten als Paar in die Fußstapfen des Sängerpaars Ludwig Schnorr von Carolsfeld und der Malvina Schnorr von Carolsfeld und sangen 1869 in München die Titelpartien in Tristan und Isolde von Richard Wagner. 1869 sangen beide in der Uraufführung von Das Rheingold, Therese Vogl als Rheintochter Wellgunde. 1870 sang sie in München die Sieglinde in der Uraufführung der Walküre. 1878 und 1879 sang sie die Brünnhilde in den ersten Aufführungen des Siegfried und der Götterdämmerung außerhalb von Bayreuth. Laut dem englischen Musikkritiker Herman Klein (1856–1934) überwarfen sich die Vogls mit der Familie Wagner, sodass es zu keinem Bayreuth-Auftritt von Therese Vogl kam.
1881 gastierte sie als Elsa an der Hofoper von Berlin im Lohengrin. 1882 sang sie am Her Majesty’s Theatre in London die Brünnhilde in der englischen Erstaufführung des Ring-Zyklus unter Anton Seidl. Sie nahm auch 1882/83 an der Europa-Tournee mit Angelo Neumanns Wagner-Wanderbühne teil. Sie wurde auch nach Russland eingeladen. Sie gastierte oft in Frankfurt am Main, sang in Hamburg, Mannheim, Weimar, Wiesbaden und in Stuttgart.
Neben den Wagner-Rollen sang sie in Partien wie der Titelrolle in Alceste von Gluck, der Klytämnestra in Iphigenie in Aulis, der Leonore im Fidelio und der Agathe im Freischütz und der Eglantine in der Euryanthe von Carl Maria von Weber. 1872 wirkte sie in der Neuinszenierung der Oper Theodor Körner von Wendelin Weissheimer mit, 1885 in München, wie so häufig zusammen mit ihrem Ehemann, in der Uraufführung der Oper Der faule Hans von Alexander Ritter.
Ihren Bühnenabschied gab sie 1892 als Isolde in München und wurde zum Ehrenmitglied der Münchner Oper ernannt.
1875 erwarben Heinrich und Therese Vogl bei Tutzing den Deixlfurter See und benachbarte Ländereien, 1919 verkaufte sie das Anwesen.